# Pandemia de COVID-19 en Indonesia
La pandemia de COVID-19 en Indonesia es parte de la pandemia en curso de la enfermedad por coronavirus 2019 (COVID-19) causada por el coronavirus 2 del síndrome respiratorio agudo severo (SARS-CoV-2). Se confirmó que se había extendido a Indonesia el 2 de marzo de 2020, después de que un instructor de baile y su madre dieron positivo por el virus. Ambos fueron infectados por un ciudadano japonés.
Para el 9 de abril, la pandemia se había extendido a las 34 provincias del país y para el 23 de julio, la mitad de ellas tenía más de 1,000 casos. Java Oriental, Yakarta y Sulawesi del Sur son las provincias más afectadas. El mayor aumento de casos nuevos en un solo día ocurrió el 9 de julio, cuando se anunciaron 2,657 casos. Como máximo, se registraron 2,133 recuperaciones y 139 muertes en un lapso de 24 horas. El 13 de julio, las recuperaciones excedieron los casos activos por primera vez.
Hasta el 27 de julio de 2020, Indonesia ha reportado 100,303 casos, el más alto en el sudeste asiático, por delante de Filipinas y Singapur. En términos de números de muertes, Indonesia ocupa el quinto lugar en Asia con 4.838. La revisión de los datos, sin embargo, indicó que el número de muertes puede ser mucho mayor que lo que se informó como aquellos que murieron con síntomas agudos de COVID-19 pero que no habían sido confirmados o probados no se contaron en la cifra oficial de muertes. Indonesia ha realizado 1.394.759 pruebas contra su población de 273 millones hasta el momento, o alrededor de 5.095 pruebas por millón, lo que la convierte en una de las tasas de prueba más bajas del mundo. En lugar de implementar un bloqueo nacional, el gobierno aprobó restricciones sociales a gran escala (indonesio: Pembatasan Sosial Berskala Besar, abreviado como PSBB) para algunas regencias y ciudades. A partir de finales de mayo, comenzaron a aplicar Nueva Normal, junto con otras regiones de zonas verdes y amarillas. Esta política recibió muchas críticas y se considera un "desastre" debido al número cada vez mayor de casos.
Hasta el 3 de marzo, se contabiliza la cifra de 5, 630,096 casos confirmados, 149,036 fallecidos y 4,554,711 recuperados del virus.

## Estadísticas

### Casos por provincias
| Aceh                                   | 43 711    | 41 489    | 2217    | 5      | 829    |
| Bali                                   | 159 880   | 154 379   | 4576    | 925    | 3703   |
| Bangka-Belitung                        | 65 672    | 64 020    | 1602    | 50     | 4511   |
| Bantén                                 | 301 315   | 295 937   | 2935    | 2443   | 2531   |
| Bengkulu                               | 29 122    | 28 595    | 520     | 7      | 1448   |
| Java Central                           | 628 887   | 595 088   | 33 223  | 576    | 1722   |
| Borneo Central                         | 56 210    | 54 638    | 1510    | 62     | 2105   |
| Célebes Central                        | 60 842    | 59 101    | 1726    | 15     | 2038   |
| Java Oriental                          | 580 278   | 548 127   | 31 662  | 489    | 1427   |
| Borneo Oriental                        | 206 580   | 200 751   | 5718    | 111    | 5485   |
| Islas menores de la Sonda orientales   | 94 041    | 92 453    | 1525    | 63     | 1766   |
| Gorontalo                              | 13 904    | 13 413    | 485     | 6      | 1187   |
| Yakarta                                | 1 288 244 | 1 260 351 | 15 347  | 12 546 | 12 197 |
| Jambi                                  | 38 299    | 37 404    | 882     | 13     | 1079   |
| Lampung                                | 74 566    | 70 332    | 4177    | 57     | 828    |
| Molucas                                | 18 590    | 18 590    | 291     | 12     | 1005   |
| Borneo Septentrional                   | 45 324    | 44 461    | 859     | 4      | 6458   |
| Molucas septentrionales                | 14 536    | 14 204    | 330     | 2      | 1133   |
| Célebes Septentrional                  | 51 547    | 50 318    | 1190    | 39     | 1966   |
| Sumatra Septentrional                  | 155 363   | 151 923   | 3260    | 180    | 1050   |
| Papúa                                  | 48 733    | 48 088    | 580     | 65     | 1132   |
| Islas Riau                             | 70 259    | 68 310    | 1881    | 68     | 3403   |
| Riau                                   | 150 947   | 146 446   | 4438    | 63     | 2361   |
| Borneo Meridional                      | 84 604    | 81 906    | 2539    | 159    | 2077   |
| Célebes Meridional                     | 143 715   | 141 149   | 2477    | 89     | 1584   |
| Sumatra Meridional                     | 80 661    | 77 217    | 3348    | 96     | 953    |
| Célebes Suroriental                    | 25 614    | 25 033    | 567     | 14     | 976    |
| Java Occidental                        | 1 119 036 | 1 097 370 | 15 877  | 5789   | 2318   |
| Borneo Occidental                      | 64 811    | 63 620    | 1143    | 48     | 1197   |
| Islas menores de la Sonda occidentales | 36 131    | 35 220    | 901     | 10     | 679    |
| Papúa Occidental                       | 31 611    | 31 198    | 382     | 31     | 2787   |
| Célebes Occidental                     | 15 564    | 15 164    | 393     | 7      | 1097   |
| Sumatra Occidental                     | 103 881   | 101 495   | 2350    | 36     | 1877   |
| Yogyakarta                             | 221 275   | 214 949   | 5913    | 413    | 6031   |
| Indonesia                              | 6 123 753 | 5 942 436 | 156 827 | 24 490 | 2266   |